# Alice Molland

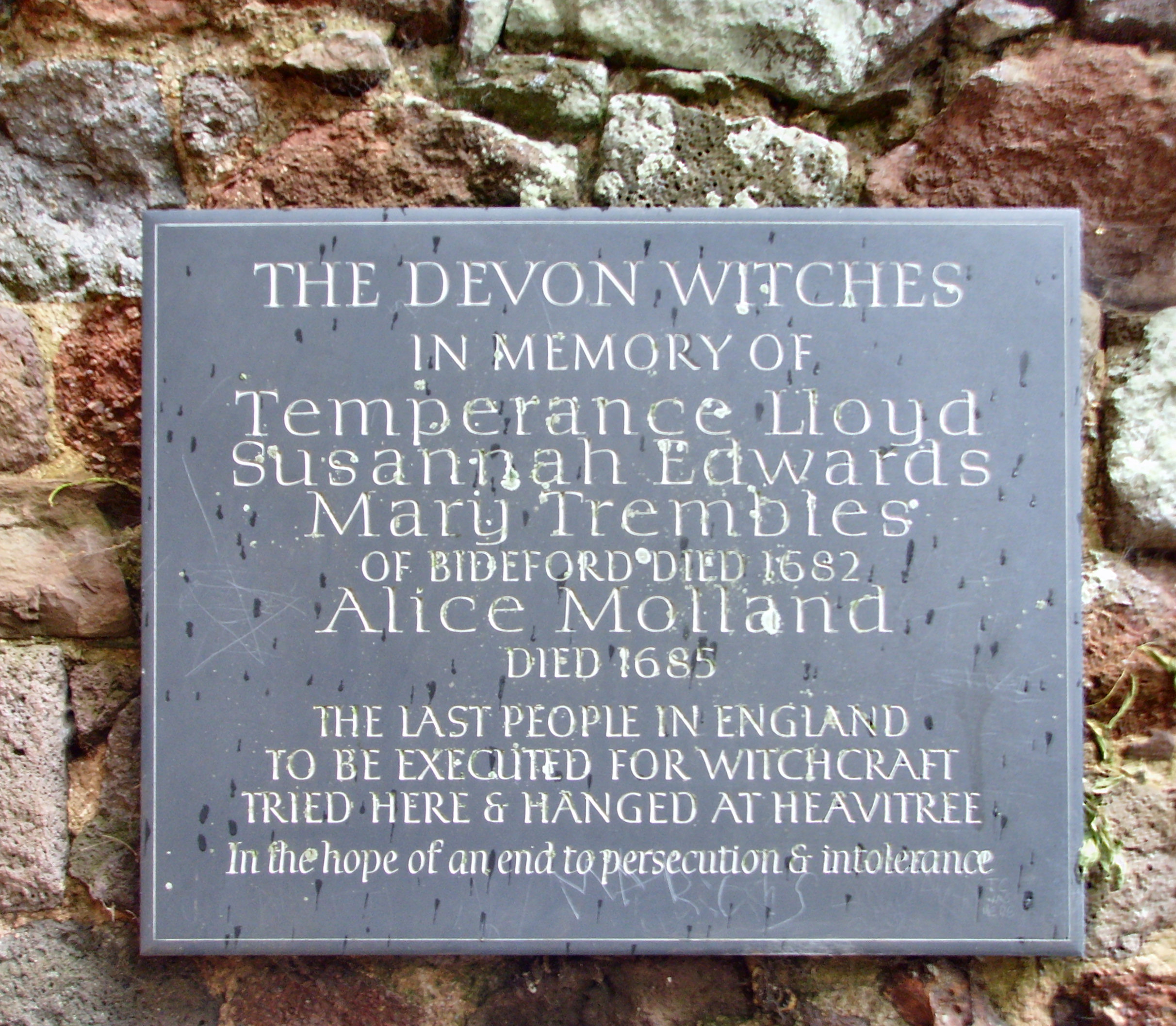
A plaque commemorating the executions on the wall of Rougemont Castle in Exeter.

Alice Molland eller Alice Wellend, död 1684, var en engelsk kvinna som avrättades för häxeri. Hon har ibland kallats för det sista bekräftade fallet på en avrättning för häxeri i England.
Häxprocessen mot Molland ägde dock rum under en tid när häxförföljelserna ebbade ut i England. Sedan 1660 hade häxprocesserna i England tunnats ut till enstaka ströfall - Joan Neville (1660), Ann Foster (1674) och Mary Baguley (1675) - och efter häxprocessen i Bidford 1682 upphörde nästan fällande domar.
Hennes rättegång är bristfälligt dokumenterad, vilket har gjort att den ibland har betvivlats. 
Hon avrättades genom hängning i Exeter i Devon 1684. Året för hennes avrättning har ibland angetts som 1685.
Alice Molland har ofta kallats för den sista person som avrättats för häxeri i England, liksom Agnes Waterhouse 1566 blev den första som avrättades enligt 1563 års häxlag. Få fällande domar inträffade efter 1684; när Richard Hathaway anklagade  Sarah Morduck för häxeri 1701 blev han fälld för förtal, och Jane Wenhams dom från 1712 verkställdes aldrig.
I verkligheten blev Mary Hicks (vars rättegång också är bristfälligt dokumenterad) 1716 den sista person som avrättades för häxeri i England.
En minnesplatta finns uppsatt över Alice Molland.